# Пабло Іглесіас
Пабло Іглесіас Поссе (ісп. Pablo Iglesias Posse; нар. 18 жовтня 1850, Ферроль — пом. 9 грудня 1925, Мадрид) — іспанський політичний діяч, засновник Іспанської соціалістичної робочої партії і соціалістичного профспілки «Загальний союз трудящих».

## Біографія

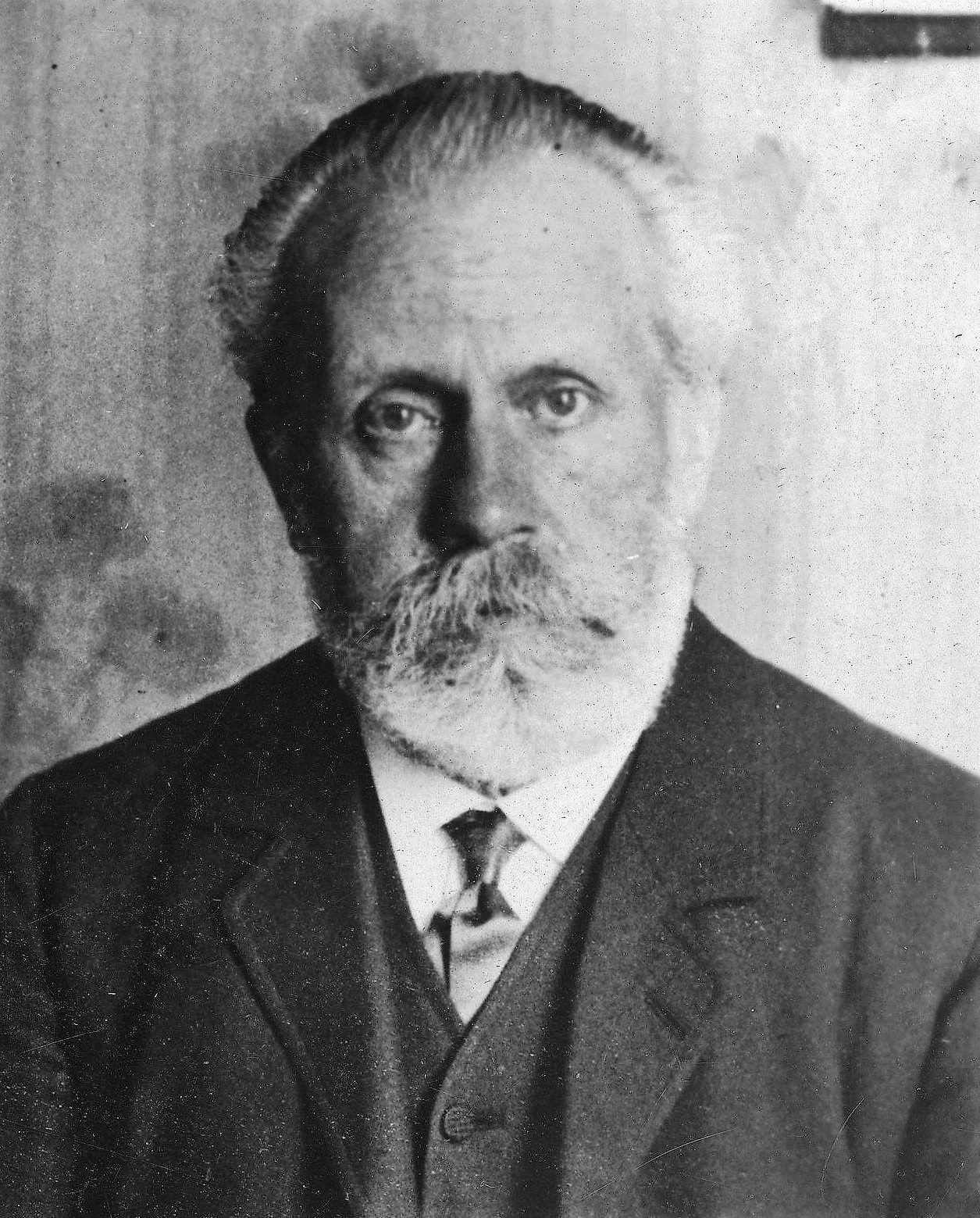
Пабло Іглесіас

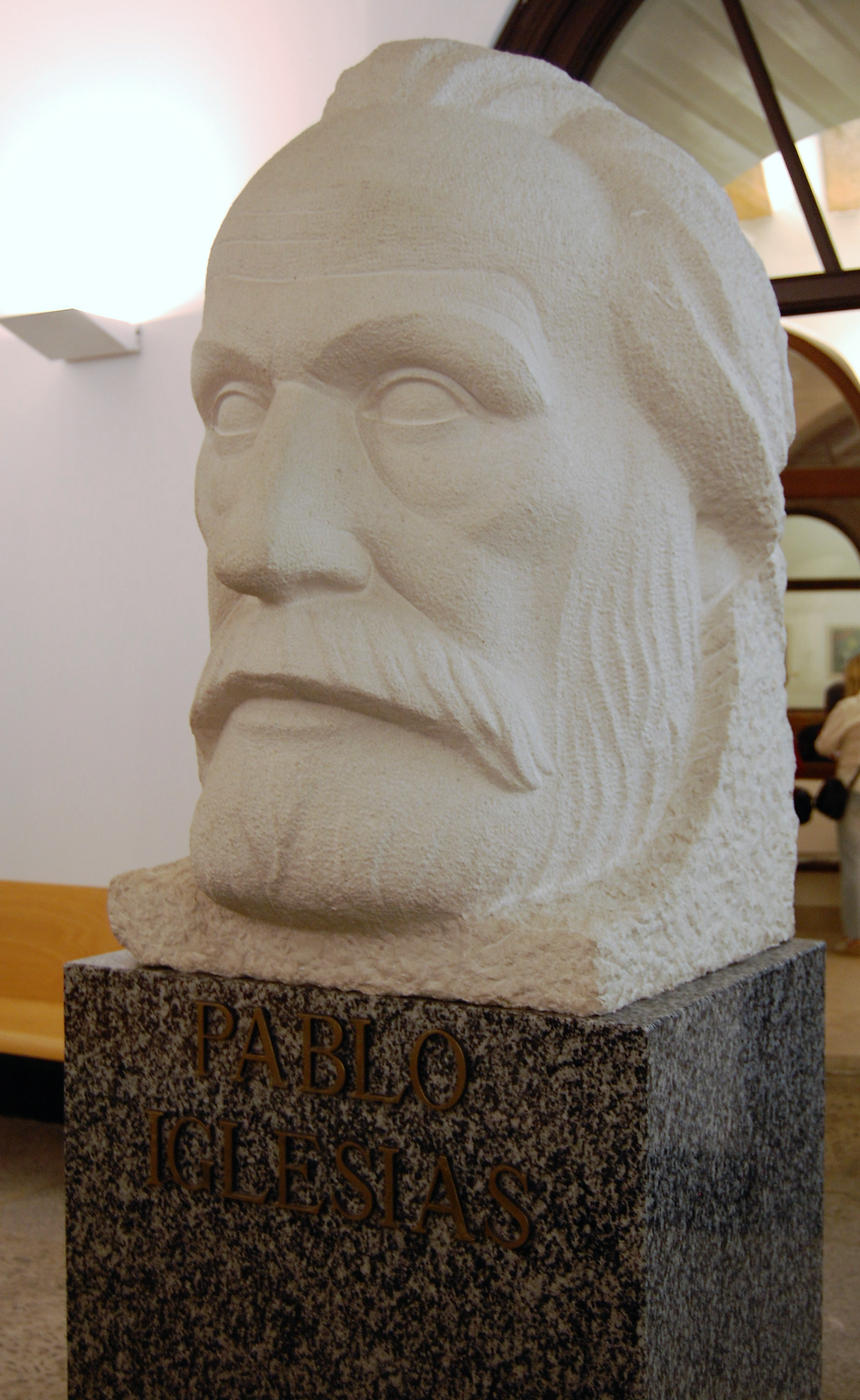
Pablo Iglesias (José Noja, 2001).

Пабло Іглесіас виріс в дуже бідній сім'ї. У 1859 році його мати Хуана Поссе переїхала з Пабло і його молодшим братом Мануелем в Мадрид. Бідність змусила Хуану Поссе здати Пабло до притулку. Навчився професії типографського складача, а також вивчав французьку мову у вечірній школі.
Пабло піддавався переслідуванням за свою діяльність в Інтернаціоналі в 1869–1875 роках. У 1870 році він був обраний головою об'єднання друкарів і зайнявся підготовкою до створення нової соціалістичної робочої партії. Іспанська соціалістична робоча партія була створена 2 травня 1879, серед її засновників були 16 складачів, чотири лікарі, два ювеліра, один каменотес і один швець.
У 1888 році Іглесіас заснував профспілку «Загальний союз трудящих» і став її головою в 1889 році. У тому ж році Пабло Іглесіас взяв участь в установчому з'їзді Другого інтернаціоналу. 1 травня 1890 він очолював першу в Іспанії травневу демонстрацію, вимогами якої були восьмигодинний робочий день і скасування дитячої праці.
Після смерті тіло Пабло Іглесіаса було забальзамоване, його похорон зібрали більше 150 тисяч чоловік.